# Amorfni led
Amorfni led je amorfna oblika vode v  trdnem agretnem stanju. To pomeni, da molekule niso razporejene v urejeni in pravilni kristalni mreži, ampak so razporejene podobno kot v steklu.

Amorfni led nastane, če vodo tako hitro ohladimo, da se molekule ne morejo razporediti v  pravilno mrežo, kot je to pri vseh oblikah kristaliziranih snovi. Pri vodi moramo ohlajanje izvesti s hitrostjo okoli 1.000.000 K v sekundi.

Podobno, kot ima kristalna voda (običajen led) veliko oblik (okoli 15), tako je znanih tudi več oblik amorfnega ledu. Oblike se razlikujejo v glavnem v gostoti.

## Postopek pridobivanja
Amorfni led dobimo tako, da ohladimo vodo do temperature prehoda v steklo (to je okoli 136 K ali -137 °C) v času nekaj ms. S tem se prepreči nastanek jeder za tvorbo kristalov. 
Pri tem je pomemben še tlak, ker se pod različnimi pritiski  tvorijo različne oblike amorfnega ledu.
Vodi se dodajajo tudi sredstva proti zamrzovanju, da se zniža točka zmrzovališča. Vodi se poskuša povišati viskoznost, da se prepreči tvorbo kristalov. Tvorbo steklaste faze brez dodatka sredstev proti zmrzovanju lahko dosežemo tudi z zelo hitrim ohlajevanjem. 

## Oblike amorfnega ledu

### Amorfni led z nizko gostoto
Amorfni led z nizko gostoto označujemo z LDA (Low-density Amorphous Ice). Dobi se ga s počasnim nabiranjem pare vodnih molekul na gladki površini pod 120 K. V vesolju se ta vrsta amorfnega ledu verjetno tvori na hladnih površinah kot so zrna prahu. Pričakuje se tudi, da se amorfni led nahaja tudi pod površino zunanjih planetov in kometov.
Če amorfni led, ki je nastal z nabiranjem pare, segrevamo preko temperature prehoda v steklo (120–140 K), dobimo tekočino, ki bolj viskozna od običajne vode.
Amorfni led z nizko gostoto dobimo tudi s segrevanjem amorfnega ledu z visoko gostoto nad 120 K pri atmosferskem pritisku. Takšen led je stabilen pri temperatudi 77 K.
Ta vrsta amorfnega ledu ima gostoto 0,94 g/cm3. To je manjša gostota od največje gostote vode (1,00 g/cm3 pri 277 K), vendar večja kot pri navadnem ledu (led Ih)

### Amorfni led z visoko gostoto
Amorfni led z visoko gostoto označujemo z HDA (High-density Amorphous Ice). Dobimo ga z izpostavljanjem ledu Ih  temperaturam pod ~140 K. Pri 77 K se tvori iz navadnega ledu pri okoli 1,6 GPa, iz ledu z nizko gostoto pa pri okoli 0,5 GPa.
Gostota pri normalnem pritisku je 1,17 g/cm3 .
pri 0,1 MPa.

### Amorfni led z zelo visoko gostoto
Amorfni led z zelo visoko gostoto označujemo z VHDA (Very-high-density Amorphous Ice). Dobimo ga z izobarnim segrevanjem pri 1,15 GPa na 160 K iz amorfnega ledu z visoko gostoto (HDA), ki ima tempareturo 77 K .
Ima gostoto okoli 1,25 g/cm3.